# Munții Piatra Craiului
Masivul Piatra Craiului (maghiară Királykő, germană Königstein), adeseori Munții Piatra Craiului, sau  Piatra Craiului sau chiar Crai, este un lanț muntos calcaros aflat la sud-vestul Carpaților Orientali, dar care aparține lanțului Carpaților Meridionali, găsindu-se în nord-estul acestora. 

Masivul Piatra Craiului 3D, animație cu elevație de 120%.

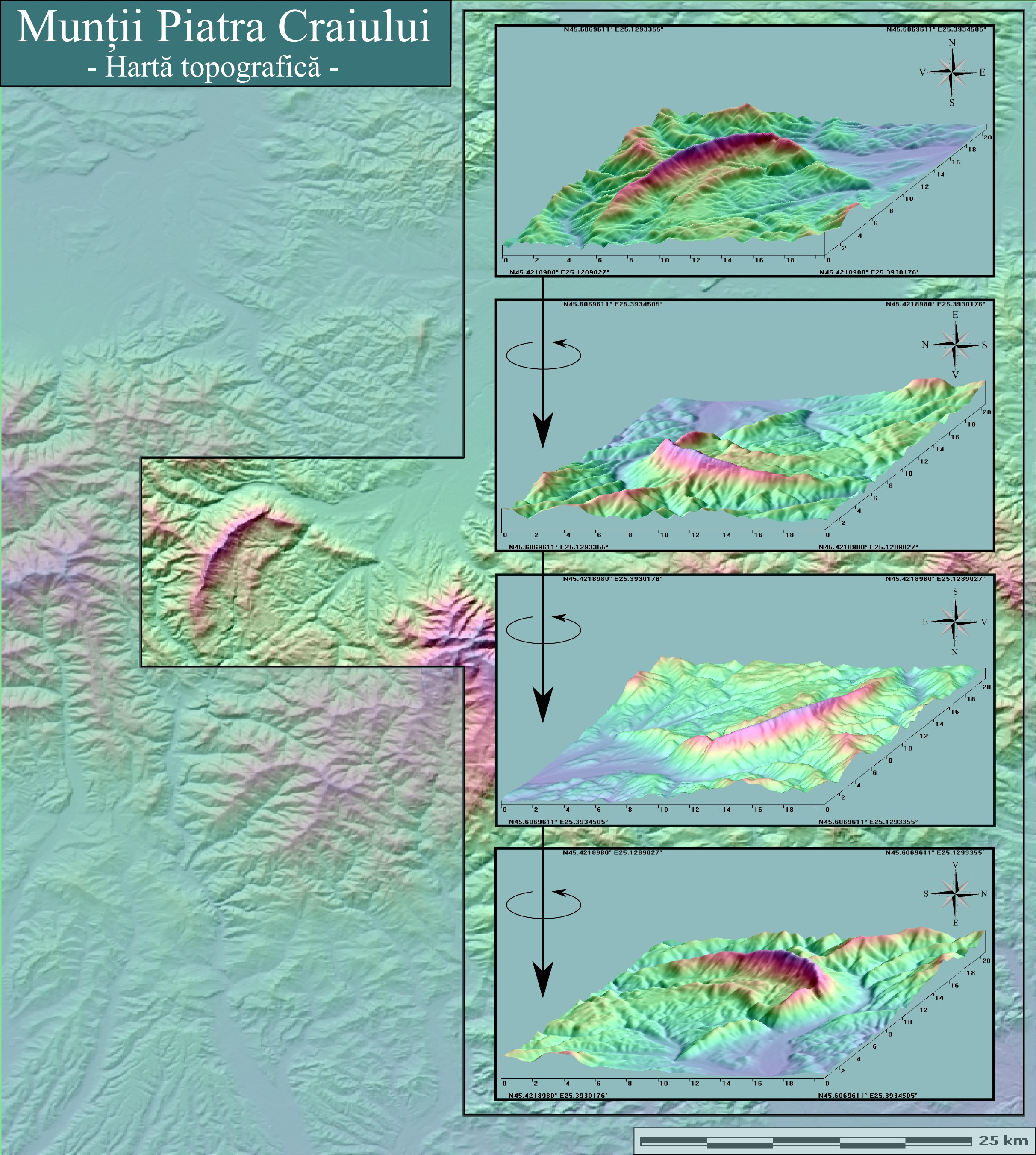
Piatra Craiului (harta reliefului)

## Scurtă prezentare
Din punct de vedere petrografic, Masivul Piatra Craiului se deosebește geologic și geomorfologic de masivele și grupele muntoase înconjurătoare, Munții Leaota, Munții Bucegi, Munții Făgăraș și Munții Iezer-Păpușa. În timp ce aceste grupe montane sunt formate aproape exclusiv din roci cristaline, „Crai”-ul, cum este adesea alintat, este o „lamă” tăioasă și abruptă de roci sedimentare, în special roci calcaroase de vârstă jurasică, lungă de aproximativ 24 – 26 km, orientată de la sud-vest spre nord-est, și lată de aproximativ 6 – 8 km, pe direcțiile perpendiculare corespunzătoare. Cunoscuții pereți verticali, înalți de 400–650 m, dintre Padina Lăncii și Valea lui Ivan, au luat naștere datorită stratificării pe orizontală a calcarelor.
Altitudinea maximă a Pietrei Craiului este atinsă în vârful Vârful La Om, cunoscut și ca Piscul Baciului, având 2.238 m.  Masivul are numeroase piscuri peste 2.000 de metri altitudine (Vf. Padina Popii (2.025 m), Vf. Ascuțit (2.150 m), Vf. Țimbalul Mare (2.177 m), Vârful dintre Țimbale (2.170 m), Vf. Sbirii (2.220 m), Vf. Căldării Ocolite (2.202 m) ).

## Trasee montane
Unul dintre cele mai spectaculoase trasee din Masivul Piatra Craiului este porțiunea de creastă care se întinde pe o distanță de 9 km, între Vârful Turnu și Șaua Funduri. Traseul de creastă este tehnic, dificil, recomandat numai drumeților experimentați.

## Clima
Temperatura medie anuală se menține în jurul valorii de 0 grade C, iar în zonele înalte coboară până la -2°C. Vânturile aproape permanente sunt determinate de poziția izolată a masivului. Precipitațiile se înscriu între 1.000-1.200 mm/an, predominând în lunile mai și iunie.

## Flora și fauna

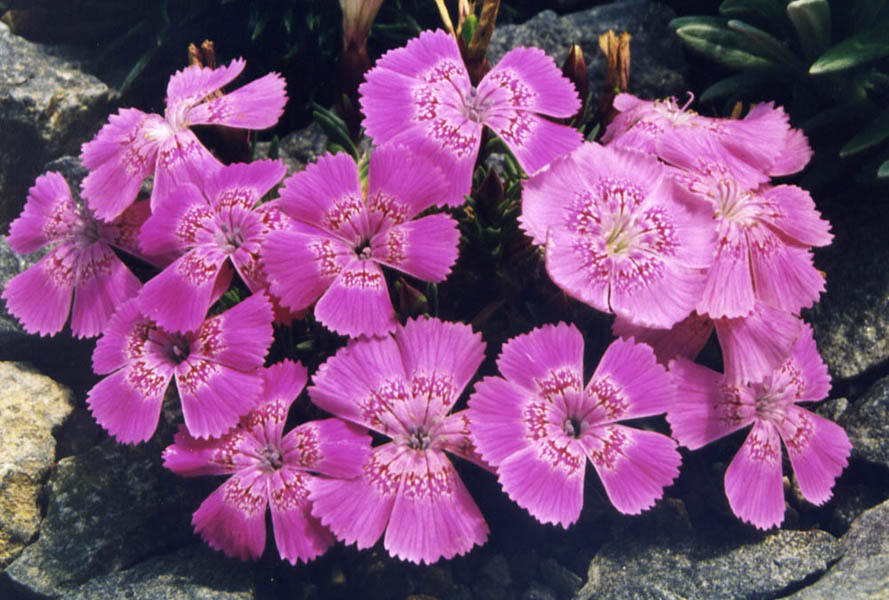
Garofița Pietrei Craiului (Dianthus callizonus)

În zona Piatra Craiului se găsește o vegetație bogată în specii datorită preponderenței aproape absolute a calcarelor. Aici se găsesc specii unice în lume de floră și faună, unele dintre ele, așa cum ar fi Garofița Pietrei Craiului (Dianthus callizonus), fiind faimoase. Alte specii protejate sunt floarea de colț (Leontopodium alpinum) și ghințura galbenă (Gentiana lutea). Printre speciile de animale amintim capra neagră (Rupicapra rupicapra), declarată monument al naturii, căpriorul, mistrețul, ursul carpatin, râsul, vulpea, lupul, veverița.

## Fenomene carstice

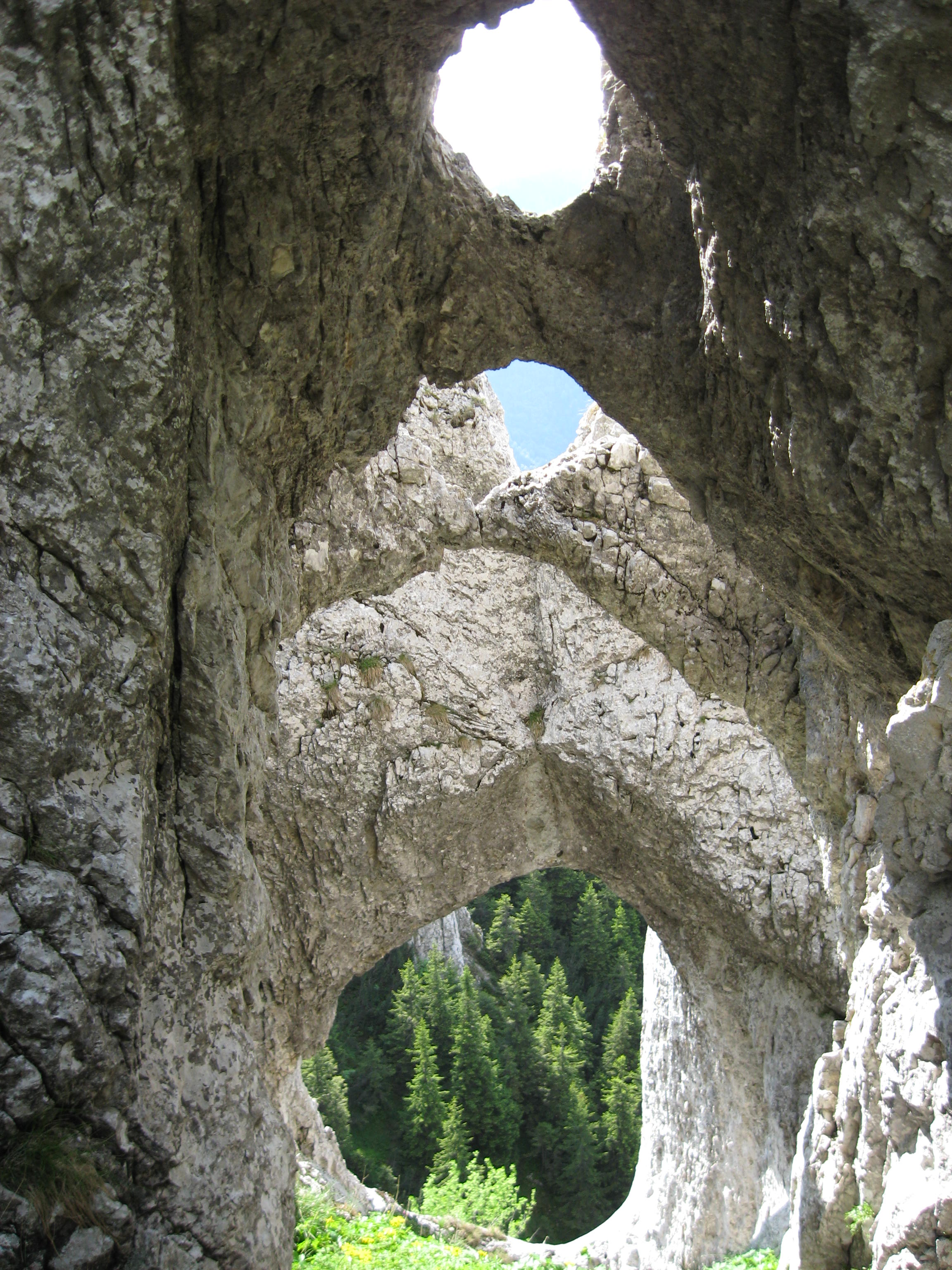
La Zaplaz

Cheile Dâmbovicioarei și Peștera Dâmbovicioarei sunt cele mai importante fenomene carstice din Piatra Craiului. În partea nord-estică apar Prăpăstiile Zărneștilor, izbucurile Fântânile Domnilor și Fântâna lui Botorog, La Zaplaz, Cerdacul Stanciului, Peștera Stanciului, Moara Dracului. Amintim Marele Grohotiș care este o pânză de pietre instabile de 4 km.

## Cabane și refugii

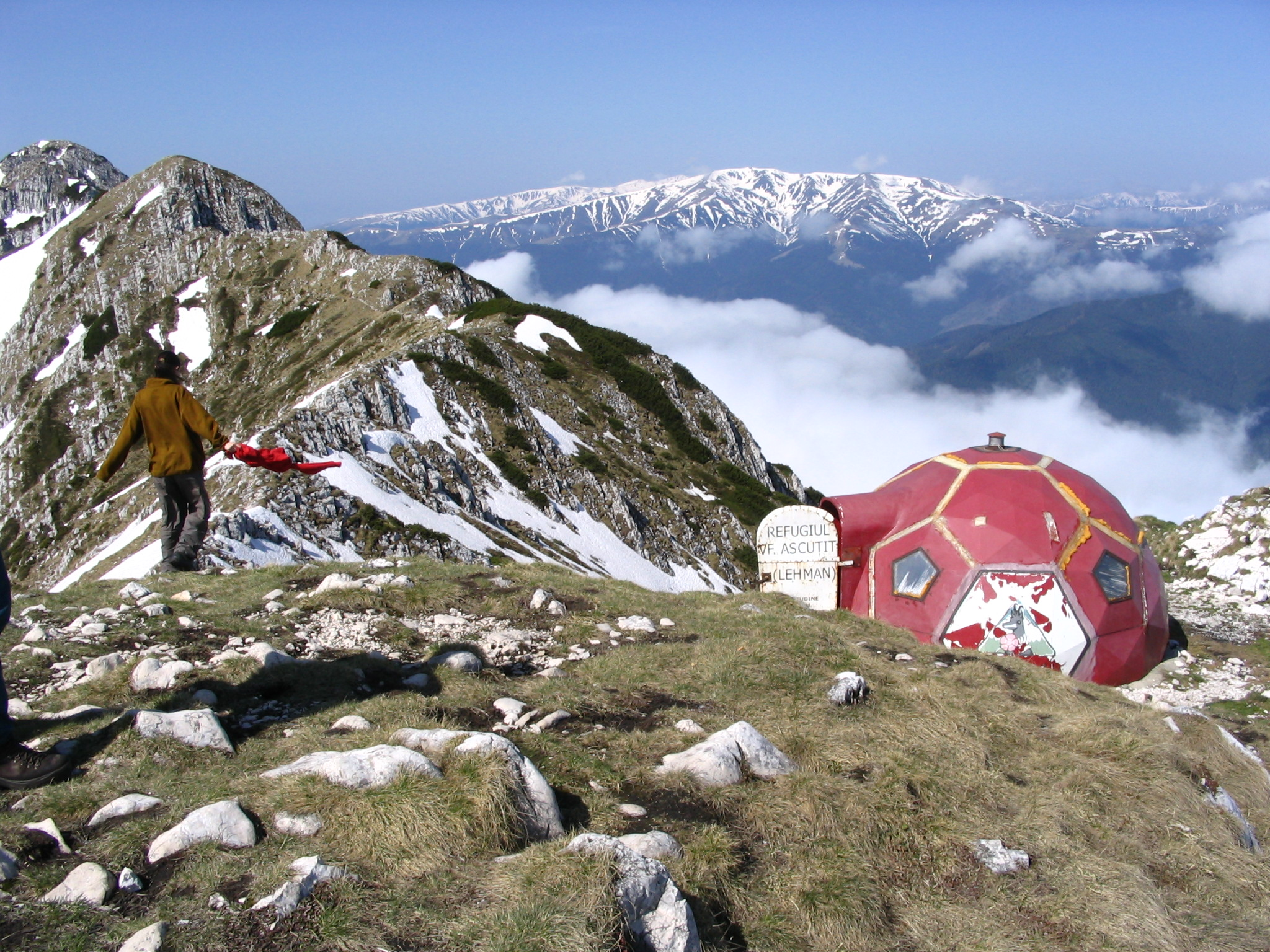
Refugiul Carol Lehman, Vârful Ascuțit

- Cabana Gura Râului (740 m), plasată la periferia orașului Zărnești, pe drumul către Prăpăstii.
- Cabana "Taverna Pietrei Craiului" - situată la 5 km de orașul Zărnești pe drumul care duce spre Plaiul Foii.
- Cabana Plaiul Foii (849 m), 13 km de Zărnești, reprezintă principala bază de acces către creasta muntelui.
- Cabana Curmătura (1.470 m) este situată pe versantul estic al Pietrei Craiului, la poalele Turnului. Cel mai repede se poate ajunge la ea prin Prăpăstiile Zărneștilor.
- Cabana Brusturet (990 m) este situată în zona sudică a Pietrei Craiului, la capătul superior al Cheilor Brusturetului, la o distanță de 8 km de satul Podu Dâmboviței.
- Refugiul Grindu (1.620 m) se află pe versantul de răsărit, pe Plaiul Grindului, sub Vf. La Om.
- Casa Folea (1100 m) este așezată la marginea vestică a satului Peștera.
- Cabana Pietricica se află situată în partea de S-E a Munților Piatra Craiului - Parcul Național Piatra Craiului, la altitudinea de 1206 m, la confluența Văii Muierii cu Valea Ursului și la 4 km de Cabana Brusturet.
- Cabana Cascoe se află în comuna Rucăr, județul Argeș, pe Cheile Dâmboviței, în Munții Piatra Craiului, în partea de vest a masivului, pe malul estic al Dâmboviței în dreptul confluenței cu Valea Cascue (Iezer-Papușa); acces auto se face din DN73 Pitești – Brasov, sat Sătic, pe drumul local de pe Cheile Dâmboviței, 15 km, spre Barajul Pecineagu.
- Garofița Pietrei Craiului (1.085 m) este așezată pe versantul vestic al Pietrei Craiului, pe Valea Dragoslăvenilor, accesul se face din satul Podu Damboviței, pe șoseaua spre Lacul Pecineagu (12,3 km) și pe drumul forestier de pe Valea Dragoslăvenilor (3,8 km).
- Refugiul Diana (1.480 m) este situat în Poiana Curmăturii Prăpăstiilor, fiind un adăpost deteriorat.
- Refugiul Speranțelor este localizat în partea de jos a brâului Cioranga Mare la o altitudine de 1685 m.
- Refugiul Carol Lehman de la Vârful Ascuțit este așezat pe creasta masivului la câțiva metri sud-vest de Vf. Ascuțit.
- Refugiul Șpirla (1.400 m) se află în pădurea de pe muchia care desparte văile Șpirla de Bârsa Tămașului.

## Galerie imagini

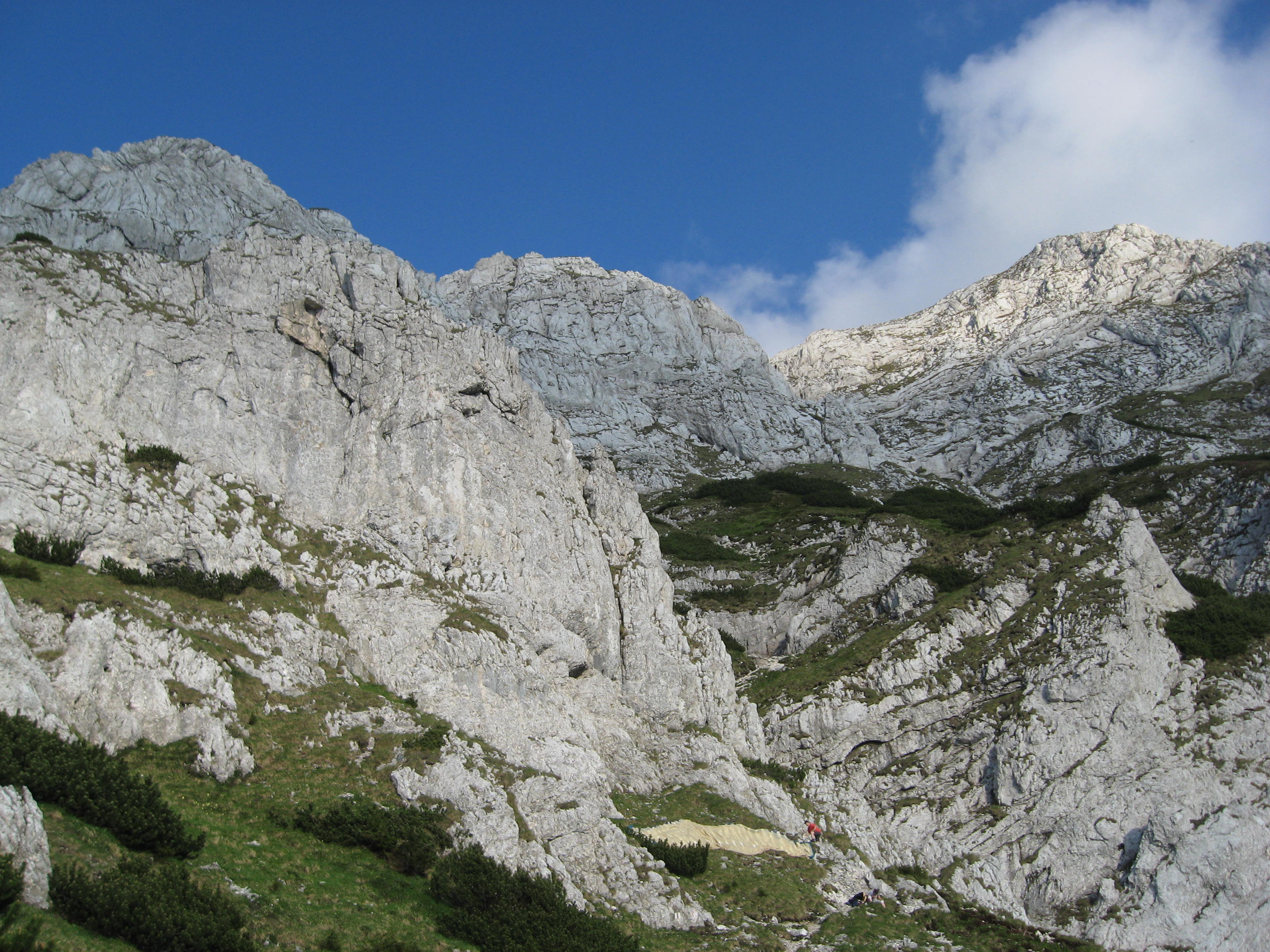
Piatra Craiului
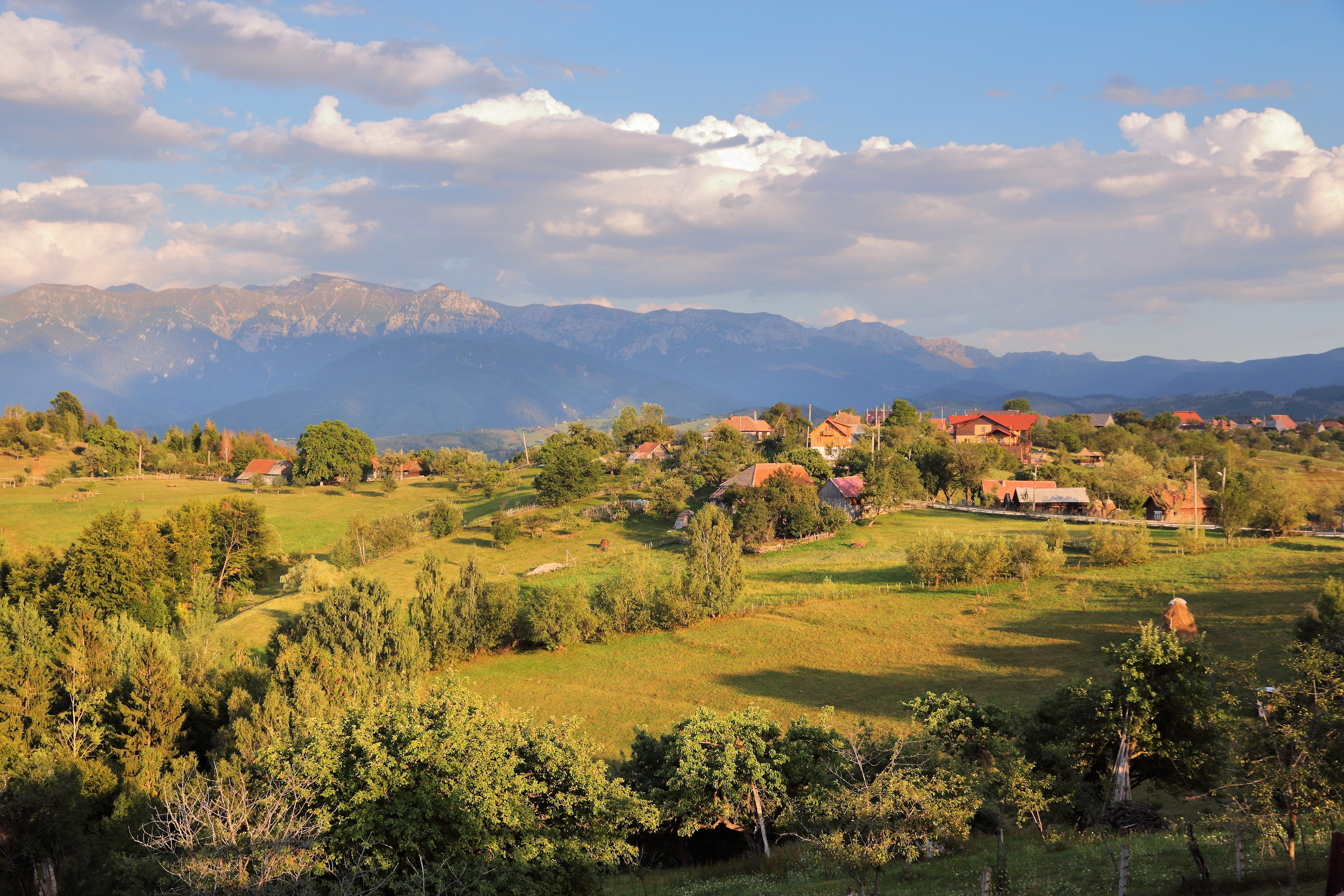
Piatra Craiului munții și satul Măgura
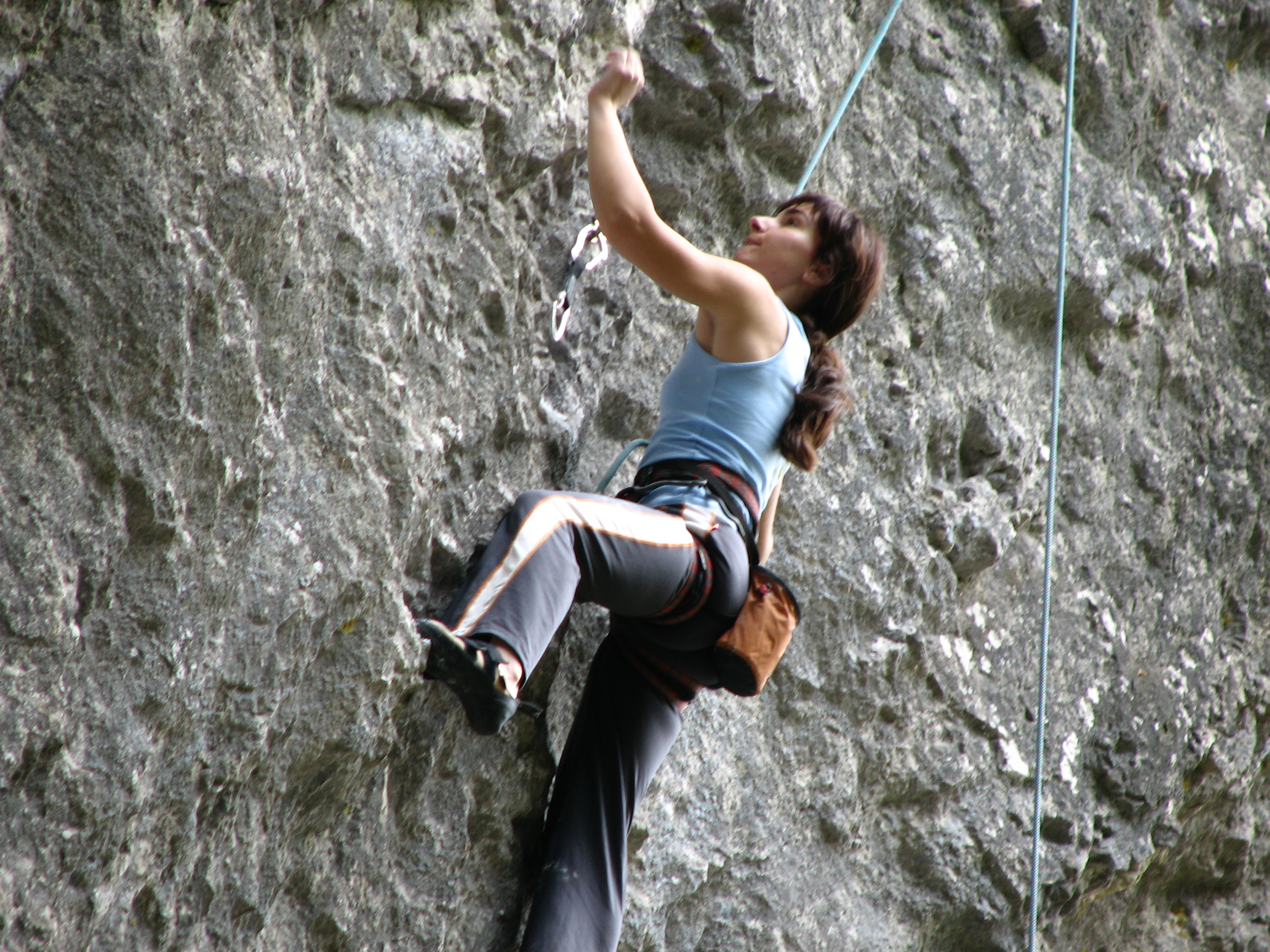
Escaladă sportivă în Prăpăstii

## Legături externe

Masivul Piatra Craiului văzut de la cabana Plaiul Foii